# Oxycheilinus
Oxycheilinus – rodzaj ryb okoniokształtnych z rodziny wargaczowatych.

## Klasyfikacja
Gatunki zaliczane do tego rodzaju:

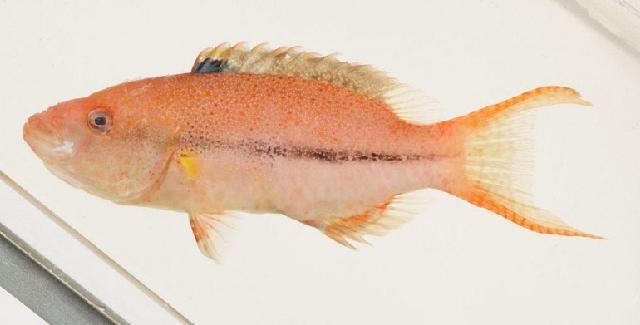
Oxycheilinus arenatus
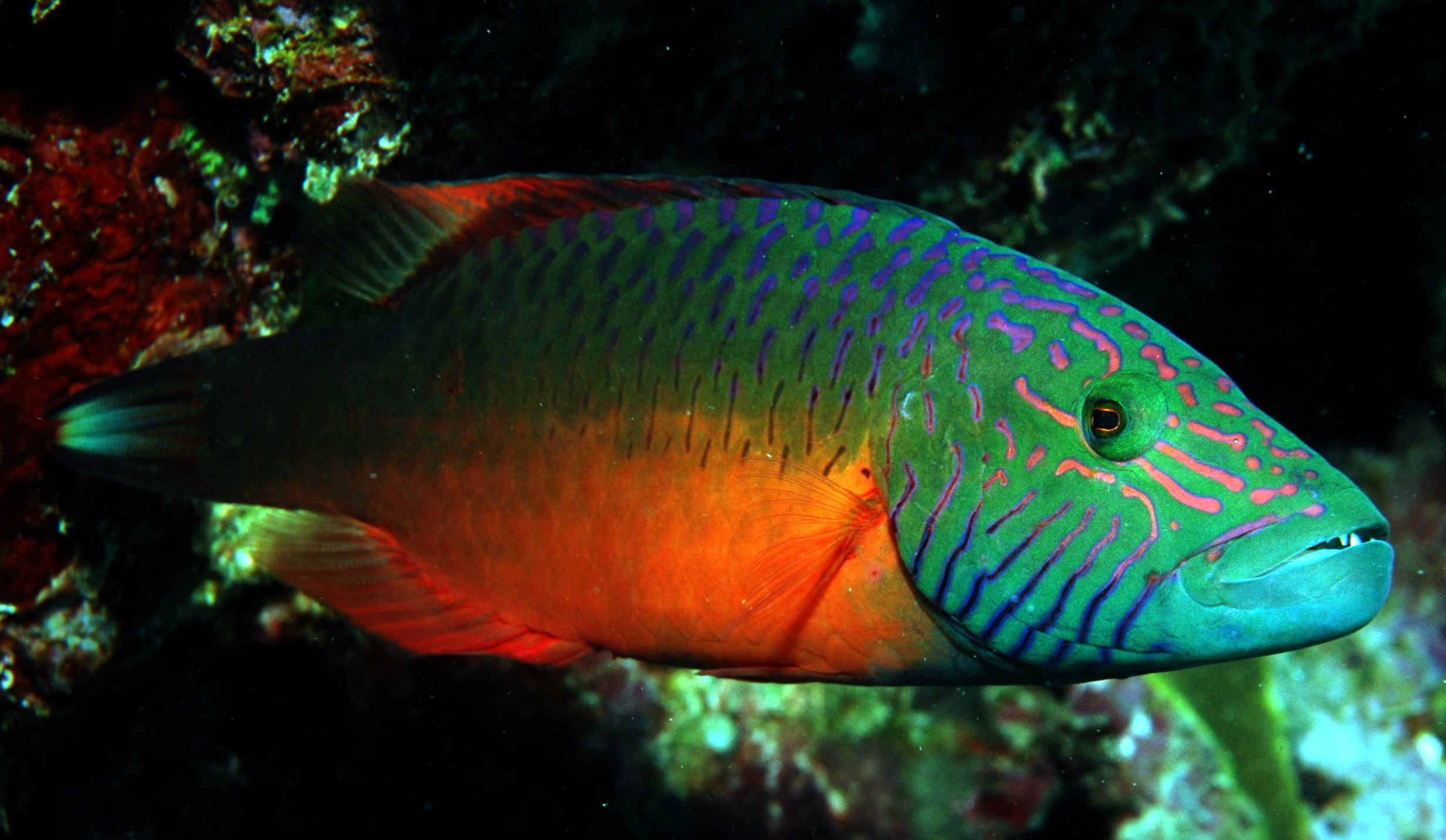
Oxycheilinus bimaculatus
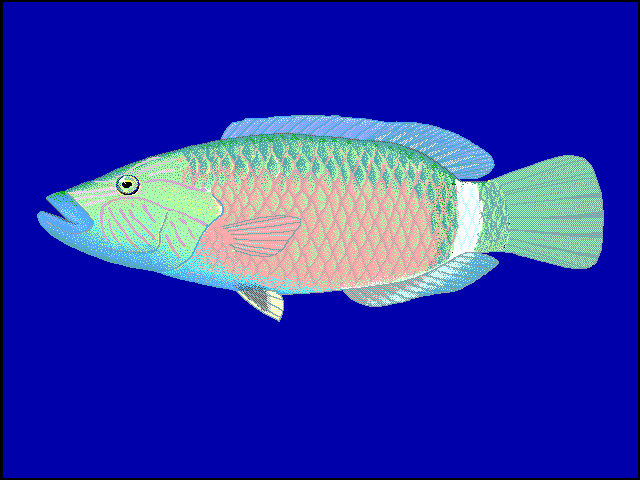
Oxycheilinus celebicus
- Oxycheilinus digramma
- Oxycheilinus lineatus
- Oxycheilinus mentalis
- Oxycheilinus nigromarginatus
- Oxycheilinus orientalis
- Oxycheilinus unifasciatus

- Oxycheilinus arenatus
- Oxycheilinus digramma
- Oxycheilinus unifasciatus